# Kurjače
Kurjače es un pueblo ubicado en el municipio de Veliko Gradište, en el distrito de Braničevo, Serbia.

## Superficie
Posee una superficie de 20,78 kilómetros cuadrados.

## Demografía
Hasta 2011 la población era de 733 habitantes, con una densidad de población de 35,28 habitantes por kilómetro cuadrado.